# Une jeune fille de 90 ans
Pour plus de détails, voir Fiche technique et Distribution.
Une jeune fille de 90 ans est un téléfilm documentaire de Valeria Bruni Tedeschi et Yann Coridian, diffusé le 7 juin 2017 sur Arte. Après sa diffusion, il est disponible en ligne pendant un mois sur le site de la chaîne.

## Synopsis
Les deux réalisateurs filment l'intervention d'un chorégraphe, Thierry Thieû Niang, au sein du service gériatrique de l'hôpital Charles-Foix d'Ivry-sur-Seine. Rapidement, le téléfilm se recentre sur une patiente, Blanche Moreau, qui semble tomber amoureuse du danseur.

## Fiche technique
- Titre : Une jeune fille de 90 ans
- Réalisation : Valeria Bruni Tedeschi et Yann Coridian
- Pays d'origine : France
- Genre : documentaire
- Durée : 85 minutes
- Date de diffusion : 7 juin 2017 Arte

## Réception critique
Le téléfilm a reçu un très bon accueil critique. François Ekchajzer, pour Télérama, estime que « tant de libido dans ce qu'on pourrait bêtement qualifier de "mouroir" bouscule notre vision de la vieillesse et, nous ouvrant les yeux, fait œuvre de cinéma de la plus essentielle des manières ». Pour Le Monde, le film traduit une véritable « tragédie amoureuse ». France Culture évoque un documentaire « bouleversant ».

## Distinctions
- 2016 : Prix Spécial du Jury et Prix du Public Documentaire du Festival International du Film Francophone de Namur
- 2016 : Prix de la Critique au Festival de Leipzig
- 2016 : Best International Documentary RIFF Awards (Rome)
- 2017 : Prix du Meilleur Documentaire au RAMDAM Festival (Tournai)
- 2017 : Prix du Meilleur Documentaire au Filmfestival Kitzbühel (Autriche)
- 2017 : Prix du Jury et Prix du Public au EBS International Documentary Festival (Corée)
- 2017 : Prix du Public au Faito Doc Festival (Naples)
- 2018 : Laurier Documentaires aux Lauriers de la radio et de la télévision  (Paris)